# Barham, Kent
Barham (engelskt uttal: [ˈbærəm]) är en ort och civil parish i grevskapet Kent i sydöstra England. Orten ligger i distriktet Canterbury, cirka 10 kilometer sydost om Canterbury och cirka 14 kilometer norr om Folkestone. Tätorten (built-up area) hade 787 invånare vid folkräkningen år 2021.